# 团结户
团结户是中国大陆的一种城市居民楼户型结构。

## 配置
为小型的家庭住宅，特点是两户人家合住一个单元（一般一家一居室），共用大门和厕所。廚房则共用或者合用。
比筒子楼的隐私性要强，但因为仍然合用私人空间，邻里关系紧张的话会很不舒服。目前已经不是专门的的户型。但几个租户自愿合租一套房间的情况有时也被称作团结户。